# رائدة فريني باوي
رائدة فريني باوي وهي سياسية عراقية شغلت منصب عضوة في مجلس النواب العراقي في دورته الأولى من عام 2005 إلى 2007، حيث استقالت بسبب إصابتها بمرض عضال وتوفيت عام 2008.